# Мефодий Пешношский
Мефодий Пешношский (умер в 1392 году) — монах Русской церкви, основатель Николо-Пешношского монастыря. Святой Русской православной церкви в лике преподобных.
Дни памяти: 4 (17) июня, 14 (27) июня.
Ученик Сергия Радонежского. Был насельником Троицкого монастыря в те годы, когда тот представлял из себя монашеский скит. По благословению наставника удалился в пустыню около реки Яхромы, собрал вокруг себя ревнителей спасения. Имя «Пешношский» восходит к тому, что Мефодий возводил свою обитель, «пешнося» тяжёлые брёвна через реку. Основал новое общежитие — Николо-Пешношский монастырь — и в 1391 году стал его игуменом.
Преставился в 1392 году, канонизирован на Московском соборе в 1549 году.